# Jū Jin Yuki Otoko
Jū Jin Yuki Otoko (jap. 獣人雪男) – japoński film grozy z 1955 roku w reżyserii Ishirō Hondy.

## Fabuła
Grupa studentów z Uniwersytetu Towa spędza Nowy Rok na nartach w Alpach Japońskich. Dwoje z nich, Takeno i Kaji nie wraca do schroniska, gdy rozlega się śnieżyca. Wkrótce do środka dociera młoda kobieta pochodząca z wioski będącej gdzieś głęboko w górach, która chce przeczekać śnieżycę, a potem lawinę. Nagle odpowiada telefon z domku lokalnego mieszkańca, gdzie mieli udać się brakujący studenci. Słychać jedynie krzyki i odgłosy dzikiego zwierzęcia. Następnego dnia policja zastaje się zdemolowany domek z martwym właścicielem. Okazuje się, że Kajiego zabiło niezidentyfikowane zwierzę, a Takeno zniknął bez śladu.
Gdy nastaje wiosna, studenci wracają w Alpy Japońskie z zoologiem, doktorem Koizumi jako liderem wyprawy by kontynuować poszukiwania Takeno. Ich śladem podąża wraz ze swymi ludźmi handlarz zwierząt – Ōba, który chce pierwszy odkryć tajemnicze zwierzę i zrobić z niego atrakcję na jarmarkach. Gdy wyprawa zbliża do doliny Garan, przewodnicy protestują mówiąc, że nikt stamtąd żywy nie wrócił. Mimo tego jeden ze studentów – Takeshi Ījima nalega na dalsze poszukiwania. Tam podczas analizowania, co mogło zabić zdechłego niedźwiedzia zastaje ich osuwisko, raniąc jednego z uczestników. Przewodnicy na dobre opuszczają ekspedycję.      
Nocą pod namiot siostry Takeno, Machiko zakrada się małpolud. Ucieka spłoszony jej krzykami. Ījima podąża jego śladem, ale trafia na obóz Ōby i zostaje zrzucony ze zbocza. Ījimę ratuje kobieta napotkana wcześniej w schronisku i zanosi do wioski celem wyleczenia ran. Chika, bo tak na imię ma kobieta, naraża się tym samym na ostracyzm mieszkańców wioski będących zacofanymi dzikusami. Starszy wioski, który wcześniej z ukrycia śledził ekspedycję, rozkazuje zanieść jedzenie „panu” wioski. Jest nim małpolud, który podkradł się pod obóz wyprawy. Żyje w jaskini ze swym młodym.      
Pod nieobecność Chiki Ījima został zawieszony nad przepaścią na pastwę drapieżnego ptactwa. Ōba ze swym pomagierem natrafiają na Chikę i dowiedziawszy się o ocalonym studencie, udają, że jest z nimi. Bezskutecznie próbują dowiedzieć się od niej szczegółów nt. małpoluda. Wkrótce Ījimę ratuje małpolud, który zostawia go i kontynuuje powrót do jaskini z upolowaną zwierzyną. Odkrywa brak swego młodego, które Ōba porwał jako przynęta. Udaje się złapać małpoluda wielkim trudem.              
Mieszkańcy wioski widząc co zrobił Ōba atakują go, na co ten odpowiada strzelbą postrzeliwując starszego wioski, oskarżającego Chikę o sprowadzenie zła. Młode, które niepostrzeżenie uciekło, podąża za samochodami przewożących jego uwięzionego rodzica. Zostaje jednak ponownie schwytany. W trakcie podróży małpolud powoduje zamieszanie i prowadzi do wypadku, w którym giną wszyscy ludzie Ōby. Ten w samoobronie strzela do małpoluda, lecz omyłkowo trafia w jego młode zabijając je na miejscu. Wściekły małpolud morduje Ōbę.
Z żalu małpolud atakuje wioskę prowadząc do pożaru. Tymczasem Ījima odnaleziony przez swoich opowiada o spotkaniu z bestią, która jest określana jako Człowiek śniegu. Gdy ten dociera pod obóz wyprawy, Ījima odradza kompanom atak, mówiąc że Człowiek śniegu nie zrobi im krzywdy. Machiko będąca chwilowo sama w obozie mdleje na widok Człowieka śniegu, który myśląc że coś jej się stało zabiera ją ze sobą. Wyprawa podąża ich śladem następnego dnia. Natrafiają na zgliszcza wioski, gdzie zapłakana Chika wyjaśnia, że jej mieszkańcy uciekli w głąb doliny przed gniewem Człowieka śniegu. Na prośbę doktora Koizumiego Chika prowadzi wszystkich do jaskini Człowieka śniegu.
Odkryty zostaje szkielet Takeno wraz z jego notatkami, z których wynika że Człowiek śniegu ocalił Takeno przed lawiną i opiekował się nim. Jednak Takeno był zbyt osłabiony, by przeżyć. W jaskini jest też martwe ciało młodego Człowieka Śniegu. Tam doktor Koizumi odkrywa silnie trujące grzyby mogące być przyczyną wymarcia gatunku Człowieka śniegu. Spekuluje, że zachowanie ostatniego przedstawiciela spowodowano było samotnością. Człowiek śniegu z Machiko jest odnaleziony nad zbiornikiem parującej siarki. Nie chcąc go spłoszyć to Chika zbliża się do niego. Machiko jest bezpieczna, lecz żądna zemsty Chika wdaje się w walkę z Człowiekiem śniegu i oboje giną spadając do siarki. Straumatyzowani wydarzeniami studenci i doktor Koizumi opowiadają wszystko prasowemu reporterowi.

## Obsada
- Akira Takarada – Takeshi Ījima
- Akemi Negishi – Chika
- Momoko Kōchi – Machiko Takeno
- Nobuo Nakamura – dr Shigeki Koizumi
- Sachio Sakai – Norikata
- Yoshio Kosugi – Ōba
- Kokuten Kodo – starszy wioski
- Akira Tani – główny pomagier Ōby
- Akira Sera – pan Matsui
- Tadashi Okabe - Kiyoshi Takeno
- Akira Yamada – Kaji
- Etsurō Saijō – przewodnik #1
- Kamayuki Tsubono – przewodnik #2
- Kenji Kasahara – Shinsuke Takeno
- Yasuhisa Tsutsumi – reporter Kodama
- Fuminori Ōhashi – Człowiek śniegu
- Takashi Ito – dziecko Człowieka śniegu

## Wersja amerykańska

### Fabuła
W Stanach Zjednoczonych doktor antropologii John Rayburn relacjonuje swym kolegom, profesorom Osborne'owi i Templetonowi, swe doświadczenia z wymiany uniwersyteckiej w Japonii. Opowiada w grudniu jak na północy kraju grupa tamtejszych studentów spędzała czas na nartach. Dwoje z nich zamierza zaliczyć szlak i wrócić do schroniska następnego dnia. Wkrótce rozlega się potężna śnieżyca. Narciarze chcą dodzwonić się swych przyjaciół nocujących w innym domku, czy wszystko z nimi jest w porządku. W końcu telefon odpowiada, jednak słychać przeraźliwe krzyki.
Następnego dnia policja zastaje się w domku pobojowisko, gdzie obaj studenci zostali zabici, oraz ślady nieznanego stworzenia. Rayburn mówi, że zabitymi byli jego asystenci naukowi z tokijskiego uniwersytetu. Templeton chce wiedzieć czy tajemnicze stworzenie zostaje schwytane. Rayburn odpowiada, że policja i naukowcy niczego nie znalazły poza śladami z domku, a lokalna prasa zaczęła mówić o człowieku śniegu. Templeton uważa to za przykład zbiorowej histerii. Rayburn pokazuje swym kolegom znalezione na miejscu zbrodni próbki włosia oraz odlew śladu stopy. Nie należą do zidentyfikowanego zwierzęcia.
Wiosną studenci wracają na miejsce z renomowanym antropologiem – profesorem Tanaką jako liderem ekspedycji, której celem jest ustalenie, czy w okolicy czai się nieznany nauce dwunożny naczelny. Gdy docierają w głąb górskich lasów, rozbijają obóz. Nocą pod namiot jednej studentki zakrada się małpolud. Ucieka spłoszony jej krzykami, a jej brat zaczyna go ścigać. Gdy ten nie wraca, reszta ekspedycji zaczyna go szukać. Opowieść Rayburna zostaje znów przerwana pytaniami Templetona, który dziwi się, że skoro to człowiek śniegu zabił dwóch studentów, to czemu nikogo nie skrzywdził w obozie. Osborne sugeruje, że stwora spłoszył krzyki studentki, z czym polemizuje Rayburn i kontynuuje swój wywód.
Rayburn opowiada, że student po spadnięciu z rozpadliny został ocalony przez dziewczynę z plemienia nie mającego kontaktu ze światem zewnętrznym. Zdumiewa to świat nauki, bo uważano te miejsca za bezludne. Wódz plemienia uważa, że sprowadzenie obcego sprowadzi na nie gniew ich bóstwa, którym jest człowiek śniegu. By go udobruchać dziewczyna zanosi mu jedzenie, a student zostaje zawieszony nad przepaścią, nim zostanie odkryty przez człowieka śniegu. Ten jednak ratuje studenta. Widzi to górska dziewczyna. Osborne i Templeton są zadziwieni postawą człowieka śniegu i chcą zrozumieć jego kompas moralny.              
Wobec tego Rayburn przedstawia im medyka, doktora Jordana, który przeprowadził autopsję na synu człowieka śniegu. Naukowcy są oszołomieni widokiem zwłok małoletniego człowieka śniegu. Jordan konkluduje, że stworzenie jest czymś pomiędzy człowiekiem a zwierzęciem. Na pytania naukowców mówi, że w ciągu 10-15 pokoleń człowiek śniegu byłby w stanie wypowiadać pojedyncze słowa. Mówi też, że odkrył nabój w sercu człowieka śniegu, który stał za jego śmiercią. Rayburn kontynuuje opowieść, mówiąc, że o pogłoskach o człowieku śniegu dowiedział się właściciel jednego cyrku, licząc na zyski z jego odkrycia.               
Szczęśliwie okrywa jaskinię, w której znajduje się syn człowieka śniegu. Cyrkowcy decydują, by porwać jego celem łatwiejszego zdobycia fortuny. Wiedziony krzykami syna człowiek śniegu wybiega z jaskini i zostaje schwytany. Młody człowiek śniegu korzystając z uwagi uwalnia się i podąża za samochodami przewożących jego uwięzionego rodzica. Zostaje jednak ponownie schwytany. W trakcie podróży człowiek śniegu prowadzi do wypadku, w którym giną cyrkowcy. Ich szef w samoobronie strzela do człowieka śniegu, lecz omyłkowo trafia w jego syna zabijając go na miejscu. Wiedziony żalem człowiek śniegu traci empatię i morduje właściciela cyrku, a potem wszystkich członków czczącego go plemienia z wyjątkiem górskiej dziewczyny.              
Rayburn mówi, że ciała syna człowieka gór i cyrkowców znalazł profesor Tanaka i opowiada jak do tego doszło. Ocalony student jednoczy się z ekspedycją i opowiada o swym spotkaniu z człowiekiem śniegu. Ekspedycja kierująca się w stronę górskiej wioski zostaje zaatakowana przez człowieka śniegu, wciąż ogarniętego morderczym szałem, powodującego osuwisko. Nocą bestia dociera pod obozowisko i porywa siostrę studenta. Ekspedycja natrafia na zgliszcza wioski, skąd górska dziewczyna prowadzi wszystkich do jaskini człowieka śniegu. Tam górska dziewczyna wdaje się z potworem i giną spadając do zbiornika parującej siarki. Rayburn kończy historię i wraz z kolegami po fachu wyraża smutek, że nie udało się zbadać człowieka śniegu żywego. Wyraża nadzieję, że jego gatunek jednak nie wymarł bezpowrotnie powołując się na doniesienia o podobnych przypadkach.

### Obsada
- John Carradine – dr John Rayburn
- Russell Thorson – dr Philip Osborne
- Robert Karnes – prof. Alan Templeton
- Nobuo Nakamura – prof. Tanaka
- Akira Takarada – student
- Akemi Negishi – górska dziewczyna
- Momoko Kōchi – siostra studenta
- Kokuten Kodo – wódz plemienia
- Morris Ankrum – dr Carl Jordan
- Tadashi Okabe – zabity student #1
- Akira Yamada – zabity student #2
- Sachio Sakai – jeden ze studentów
- Yoshio Kosugi – właściciel cyrku
- Akira Tani – kierowca
- Etsurō Saijō – przewodnik
- Kamayuki Tsubono – jeden z członków ekspedycji
- Kenji Kasahara – jeden z członków ekspedycji
- Akira Sera – właściciel schroniska
- Fuminori Ōhashi – człowiek śniegu
- Takashi Ito – syn człowieka śniegu

Źródło: 

## Odbiór

### Premiera
Jū Jin Yuki Otoko miał premierę 14 października 1958 roku w podwójnym pokazie z Hatsuoki sannin musuko. Z kolei amerykańska wersja pt. Half Human miała premierę 12 grudnia 1958 roku w podwójnym pokazie z Monster from Green Hell.

### Kontrowersje
Mieszkańcy odludnej wioski zostali ukazani jako brutale z chowu swobnego i w filmie używa się na nich określenia „buraku” (部落), związanego z mniejszością burakumin. Od czasu premiery filmu obraźliwe przedstawianie burakumin stało się w Japonii drażliwą kwestią i film ten, tak jak Daikaijū Baran, stał się obiektem ostrej krytyki Ligi Wyzwolenia Buraku, co spowodowało rezygnację Tōhō z jakiegokolwiek wydania na rynek domowy.

## Odniesienie w kulturze popularnej
- W filmie Ed Wood w biurze George'a Weissa widnieje plakat Half Human[7]
- W serialu Byle do dzwonka Schreech ma plakat Half Human w swoim pokoju[7].